# Epiphragma buscki
Epiphragma buscki är en tvåvingeart som beskrevs av Alexander 1913. Epiphragma buscki ingår i släktet Epiphragma och familjen småharkrankar. Inga underarter finns listade i Catalogue of Life.